# Moara lui Călifar (film)
Moara lui Călifar este un film românesc din 1984 regizat de Șerban Marinescu. Rolurile principale au fost interpretate de actorii Remus Mărgineanu, Elena Albu și Vasile Nițulescu. Scenariul este scris de Valeriu Drăgușanu, Radu Aneste Petrescu și Petru Maier Bianu și se bazează pe nuvela omonimă a lui Gala Galaction.

## Distribuție
Distribuția filmului este alcătuită din:
- Remus Mărgineanu — Stoicea, un țăran sărac care vrea să se îmbogățească
- Elena Albu — Tecla, fiica boierului Rovin
- Vasile Nițulescu — Teofil, drumețul care povestește legenda morii lui Călifar
- Dan Condurache — Nicodim, argatul boierului Rovin
- Andrei Finți — conul Rovin, boier invalid, proprietarul unei mari moșii
- Ion Marinescu — Iorgu, negustor angrosist de cereale
- Jean Lorin Florescu — Kirim, moșierul vecin al lui Rovin
- Petre Tanasievici — Burtan, vechiul boierului Rovin
- Nicolae Praida — Gorgan, drumețul care nu crede în legenda morii lui Călifar
- George Negoescu — moșierul vecin al lui Rovin care-și vinde caii pentru plata unei datorii
- Theodor Danetti — industriașul ruinat care-și vinde fabrica
- Tudorel Filimon — proprietarul atelierului de croitorie
- Radu Pașalega
- Radu Coriolan
- Cristian Tuță
- George Giban
- Coleta Nițulescu
- Camelia Mocan
- Adriana Mocan

## Primire
Filmul a fost vizionat de 1.437.297 de spectatori în cinematografele din România, după cum atestă o situație a numărului de spectatori înregistrat de filmele românești de la data premierei și până la data de 31 decembrie 2014 alcătuită de Centrul Național al Cinematografiei.